# Reformed Church in America
Reformed Church in America (RCA) är ett reformert amerikanskt trossamfund, med rötter i Nordamerikas äldsta existerande protestantiska församling, Collegiate Reformed Protestant Dutch Church (numera kallad Marble Collegiate Church), bildad 1628 i New York som en del av den Nederländska reformerta kyrkan.
1754 blev de amerikanska församlingarna självständiga från moderkyrkan i Nederländerna och organiserade sig som ett eget trossamfund.
RCA tillhörde grundarna av Reformerta kyrkornas världsallians och Kyrkornas världsråd.

## Bekännelseskrifter
RCA har officiellt ställt sig bakom följande trosbekännelser:
- Apostoliska trosbekännelsen
- Nicaenska trosbekännelsen
- Athanasianska trosbekännelsen
- De tre enhetsformulären
- Belharbekännelsen (2007 provisoriskt antagen för två år)

## Kända medlemmar
Kända pastorer inom RCA är Norman Vincent Peale och Robert H Schuller.
De tidigare amerikanska presidenterna Martin Van Buren och Theodore Roosevelt tillhörde också kyrkan.

### Fotnoter
1. ↑  Church Statistical Data Reformed Church in America